# Chainsaw Man
Chainsaw Man (チェンソーマン, Chensō Man, litt. « Homme à la tronçonneuse ») est un shōnen manga écrit et dessiné par Tatsuki Fujimoto. La première partie est prépubliée dans le magazine Weekly Shōnen Jump de l'éditeur Shūeisha entre décembre 2018 et décembre 2020, et la deuxième partie, débutée en juillet 2022 et toujours en cours est prépubliée dans le Shōnen Jump+ du même éditeur. La première partie est compilée en un total de onze volumes reliés. La version française a été éditée par Kazé puis est passée sous le label Crunchyroll.
Une adaptation en anime produite par le studio MAPPA est diffusée d'octobre à décembre 2022. Un film du nom de Chainsaw Man – The Movie: Reze Arc est prévu pour septembre 2025.
En octobre 2022, le manga avait plus de 20 millions d'exemplaires en circulation, ce qui classe l'œuvre parmi les séries de mangas les plus vendues. En 2021, Chainsaw Man remporte le 66e Prix Shōgakukan dans la catégorie shōnen, et a remporté également le Prix Harvey dans la catégorie Manga en 2021 et 2022.

## Histoire

### Univers
L'histoire se déroule dans un monde où les démons naissent des peurs humaines. Les démons sont généralement dangereux et malveillants, leur pouvoir étant proportionnel à la peur qu'ils suscitent. Cependant, les humains peuvent conclure des contrats avec eux pour utiliser leur pouvoir, et il existe des individus spécialisés dans leur chasse et leur emploi, appelés Devil Hunters. Les démons sont originaires de l'Enfer et existent dans un cycle entre la Terre et l'Enfer : ils migrent vers la Terre lorsqu'ils sont tués en Enfer, et vice-versa. En Enfer habitent des démons extrêmement puissants appelés Primal Fears, qui n'ont jamais été tués. Le transit entre les plans semble être supervisé par le Hell Devil.
Un démon peut, dans certaines conditions, habiter le corps d'un humain mort, acquérant certains de ses souvenirs et sa personnalité ; une telle créature s'appelle un hominidémon. Les démons qui ont naturellement une forme humanoïde sont dits bienveillants envers les humains. Les événements de l'histoire se déroulent en 1997, dans une chronologie alternative où l'Union soviétique existe toujours, et de nombreux événements tels que l'Holocauste semblent avoir été oublié, sûrement dû à la mort du démon en question.
Denji est un jeune homme sans argent qui travaille comme Devil Hunter auprès d'un mafieux. Avec l'aide de Pochita, son chien-démon-tronçonneuse, il continue de rembourser les dettes de son père. Cependant, après avoir été trahi, il fusionne avec Pochita et devient un homme-tronçonneuse. En échange, son ami lui demande de réaliser son rêve de vivre une vie simple. Grâce à ce nouveau pouvoir, Denji est recruté par le gouvernement pour rejoindre une section spéciale pour traquer les démons, notamment le Démon-Flingue, l'une des plus puissantes créatures.

### Résumé
Au Japon, dans un univers proche du nôtre, hommes et démons se côtoient. La plupart des créatures sèment la terreur partout où elles passent et il est fréquent de faire appel aux Devil Hunters, des humains, chargés de les éliminer. Denji est un jeune adolescent qui exerce cette activité à l'aide de Pochita, un démon proche d'un chien avec une tronçonneuse en guise de truffe, avec lequel il a passé un pacte pour rembourser les dettes de son père. Ce dernier crût bon d'échapper à ses usuriers en se suicidant, mais les yakuzas exigèrent que son fils leur verse la somme que son paternel leur devait. Dès lors, Denji effectue divers petits boulots et traque les démons en espérant un jour, vivre une vie tranquille loin de ses créanciers.
Une nuit, le chef des yakuzas le trahit. Les bandits ont eux aussi conclu un contrat avec un démon, le Démon-Zombie, qui transforme tous ceux qu'il touche en mort-vivant. Découpés en morceaux, Denji et Pochita finissent jetés dans une poubelle. Un peu du sang de l'humain coule alors dans la bouche de démon, le réanimant, et celui-ci propose un nouveau pacte à Denji : lui donner son cœur pour qu'il vive cette vie simple dont il rêve depuis toujours. De nouveau en vie, Denji se rend compte qu'une cordelette pend au milieu de son torse. En la tirant, il devient un être mi-humain, mi-démon, doté d'une tronçonneuse en guise de tête et sur les avant-bras. Il en profite pour massacrer le Démon-Zombie et les mafieux avant qu'une équipe gouvernementale ne débarque sur les lieux. En échange de sa coopération, Makima, leur cheffe (dont Denji tombe immédiatement amoureux) lui propose de rejoindre une unité expérimentale, la Section Spéciale 4, pour traquer le Démon-Flingue, l'un des plus puissants démons. Si Denji réussit, elle réalisera n'importe lequel de ses vœux. Accompagné d'autres Devil Hunters comme Aki, Himeno et Kobeni ainsi que de Power (l'hominidémone du sang), l'adolescent se lance donc à sa poursuite.
Après quelques chasses contre des démons mineurs, l'équipe est attaquée par des assassins qui cherchent à enlever Denji. Leur chef n'est autre que le petit-fils du chef des yakuzas, Samourai Sword, qui possède la même faculté que l'adolescent, à ceci près qu'il est un homme-katana. Himeno, par amour pour Aki, se sacrifie pour sauver les quelques survivants et décision est prise que Denji et Power soient entraînés par Kishibe, le plus puissant des Devil Hunters pour riposter face à une nouvelle attaque. Avec l'aide d'autres hominidémons comme Beam, l'homme-requin, l'hominidémon Violence et les démons, Ange et Araignée, Samourai et son équipe sont mis hors d'état de nuire. Dans son debrief, Makima explique que leur cheffe, Akane Sawatari, s'est suicidée sans donner plus d'explication que le Démon-Flingue souhaitait le cœur du démon-tronçonneuse. De plus en plus attiré par Makima, Denji rencontre une adolescente de son âge, Reze, dont il tombe également amoureux. Il passe son temps dans le café où elle travaille jusqu'à une nuit où ils entrent par effraction dans un lycée. Reze lui propose alors de partir loin de tous ses problèmes, mais Denji refuse avant qu'elle ne lui révèle qu'elle aussi est une assassin dotée de pouvoirs explosifs. Malgré de nombreux morts du côté des Devil Hunters, Denji réussit à la capturer avant de la laisser s'enfuir, lui demandant de se retrouver au café. Reze est cependant tuée par Makima en cherchant à le revoir. Peu après, Denji est placé sous surveillance par Makima, persuadée que des assassins des États-Unis ou de la Chine ne vont pas tarder à tenter leur chance. De son côté, Aki apprend auprès du Démon-Ange que les démons suivent un cycle de réincarnation entre l'Enfer et la Terre tant qu'ils inspirent la peur chez les hommes. S’ils n'ont aucun souvenir de l'Enfer, l'Ange lui explique qu'après avoir interrogé les démons de la section spéciale, le bruit d'une tronçonneuse est le seul dont ils se souviennent avant leur mort. Les tueurs que sont Quanxi, le Père Noël et la Maîtresse font leur apparition, avec pour objectif de leur pays respectif de capturer Denji, provoquant un véritable carnage à Tokyo. La Maîtresse envoie tout le monde en Enfer où assassins comme Devil Hunters doivent faire face au Démon-Enfer qui tue la plupart des forces en présence. Makima réussit à sauver les quelques survivants et Denji tue la Maîtresse avec l'aide de Quanxi.
À la suite de cette nouvelle tentative, Aki demande que Denji et Power (dont il a la charge depuis le début) ne participent plus aux missions. Il est cependant obligé d'accepter en découvrant que leur prochain objectif n'est autre que le Démon-Flingue. Makima lui explique que le Démon est déjà mort et que certains pays en possèdent des morceaux. Il s'agit d'armes de destruction massive et leur but est d'en voler une pour renforcer la puissance japonaise. Juste avant la mission, Aki, accompagné de l'Ange, renouvelle sa demande à Makima de protéger Denji et Power à n'importe quel prix. Sa cheffe demande alors subitement à ses deux agents d'exécuter ses ordres sans qu'ils ne puissent rien y faire tandis que le Président américain conclut un pacte avec le Démon-Flingue pour tuer Makima, dont l'identité réelle est le Démon-Domination. Malgré des milliers de morts, rien n'arrive à la tuer. Denji est ensuite attaqué par Aki, transformé en Démon-Flingue et est obligé de le tuer. Plusieurs jours plus tard, Denji croise Makima (dont il ne connaît pas l'identité réelle) qui l'emmène dans son appartement. Fatigué de devoir prendre des décisions trop lourdes de conséquences, l'adolescent lui demande de réaliser son souhait et de devenir son chien. Makima accepte et tue Power qui venait souhaiter l'anniversaire de Denji. Le Démon-Domination lui explique qu'il souhaitait le briser psychologiquement pour s'emparer de son pouvoir. Makima lui révèle également que la mort de son père n'est rien d'autre qu'une mascarade de son esprit, tué en état de légitime défense lorsque ce dernier tenta de s'en prendre à Denji quand il était enfant. Les Yakuzas profitèrent alors de la situation pour faire de Denji leur homme à tout faire.
Un peu plus tard, Kishibe, soupçonnant Makima de trahison depuis longtemps, lance un assaut contre elle. L'ex-cheffe demande de l'aide à Denji qu'elle nomme Chainsaw Man et explique à Kishibe qu'elle souhaite créer un monde parfait grâce à lui, car les démons dévorés par le démon-tronçonneuse sont définitivement effacés de la mémoire des hommes. L'affrontement entre Chainsaw Man et les forces spéciales prennent des proportions gigantesques, mais la puissance du démon diminue au fur et à mesure que les humains commencent à lui vouer de l'admiration. Power est ressuscitée temporairement et sauve Denji avant de succomber à ses blessures lui faisant promettre d'éduquer le futur démon du sang. Kishibe réussit à mettre Denji à l'abri en lui faisant comprendre que Makima le traquera où qu'il soit, mais Denji réussit à la tuer en comprenant qu'elle reconnaît les gens à leur odeur et que, depuis leur rencontre, seule celle de Chainsaw Man l'intéresse. Pour l'empêcher de se régénérer, Denji la mange sous la forme de divers plats. Le plan fonctionne et quelques jours plus tard, Kishibe lui présente Nayuta, le nouveau Démon-Domination, ressuscité sans souvenirs de sa vie passée. Kishibe le charge de son éducation et Pochita lui demande d'aider Nayuta à créer son monde parfait en construisant une relation d'égale à égale. L'arc se conclut sur Denji, devenu lycéen, s'apprêtant à combattre un démon.

## Univers
L'univers de Chainsaw Man est proche du nôtre à l'exception des démons qui y habitent. Pour les traquer, les gouvernements font appel aux Devil Hunters, présents dans tous les pays chargés de les mettre hors d'état de nuire.
- Démon : Dans l'univers de Chainsaw Man, les démons font partie du quotidien de l'humanité. Chacun est désigné par le terme « Démon » et un nom désignant son concept ainsi que son pouvoir. Plus un démon est craint, plus il gagne en puissance, à l'inverse, plus il est admiré, plus il en perd. Leur apparence prend des formes diverses et variées, voire grotesque, car n'importe quoi peut devenir un démon (le premier visible est le Démon-Tomate). La plupart sont de nature maléfique, parfois neutre ou même amicale dans certains cas. Tous ont en commun de se nourrir de sang et de pouvoir passer des pactes avec des humains. Il s'agit généralement d'un nombre d'années en vie humaine avant ou à chaque utilisation du pouvoir du démon. Les plus puissants passent généralement leur contrat avec des chefs d'État, car la vie de plusieurs milliers d'individus est requise pour activer leur pouvoir. D'autres ont des demandes particulières ou des affinités comme un type d'humain. En cas de non-respect par l'une ou l'autre partie, l'humain ou le démon meurt. Il peut arriver que le démon refuse d'utiliser ses pouvoirs si son adversaire lui est supérieur, s’il est contrarié ou si le contrat ne permet pas d'utiliser ses capacités complètes. Dans ce cas, il peut être immédiatement renégocié, le plus dangereux est de se donner entièrement pour que le démon apparaisse et déploie sa pleine puissance. Si n'importe qui peut passer un pacte avec eux, peu d'humains s'y risquent à l'exception des Devil Hunters, qui voient leurs capacités décuplées pendant leur mission. En revanche, le coût à payer est élevé et il n'est pas rare que, même jeune, il ne leur reste que quelques années voire mois à vivre. Les démons semblent profondément individualistes et ne voient aucun problème à tuer leurs congénères. Ces créatures suivent un cycle de réincarnation entre l'Enfer et la Terre. Lorsqu'elles sont tuées, leur vie recommence dans l'un ou l'autre monde sans souvenirs de leur vie passée. Les démons sont intrinsèquement liés à l'humanité et ne disparaissent jamais complètement tant que quelqu'un croit en leur existence. Leur plus grande crainte est d'être dévorés par Chainsaw Man, le démon-tronçonneuse, qui fait disparaître définitivement leur nom de la mémoire des hommes et de ce fait, les tue définitivement.
- Devil Hunter : Comme leur nom l'indique, les Devil Hunters sont des humains chasseurs de démons. Ils sont employés dans tous les pays et représentent le principal rempart contre les forces surnaturelles. Il est fréquent qu'ils passent un contrat avec un, voire plusieurs démons pour les aider dans leur tâche. Certains chasseurs gardent également secret le nom des créatures avec lesquelles ils ont passé un contrat. Compte tenu de la dangerosité de leur mission, leur espérance de vie est courte même avec leur allié démoniaque. De ce fait, peu de gens souhaitent entrer dans ce corps de métier. Au Japon, la plupart portent un costard quel que soit leur sexe et agissent en binôme dans le secteur public. Ils sont ensuite regroupés au sein de diverses unités avec un chef référent. Leur autre fonction est de servir les besoins de leurs pays respectifs et ils sont considérés comme des assassins aux yeux des autres patries. À l'inverse, la collaboration peut être également envisagée. Les démons, hommes-démons ou les hominidémons peuvent être également inclus dans leurs rangs tant qu'ils montrent un minimum d'intelligence. En cas de désertion, leur statut redevient celui de cible à abattre.
- Hominidémon : Les hominidémons sont des démons ayant rejoint la Terre via un corps humain récemment décédé. Parfois, ces démons se remémorent la vie du corps qu'ils ont emprunté, ce qui les rend plus dociles que leurs congénères. Les hominidémons peuvent aussi rejoindre les Devil Hunters pour éviter d'être traqués. À l'exception de leur tête qui trahit leur nature (cornes, mandibule, yeux supplémentaires, etc.), rien ne les distingue d'un homme normal. Tout comme les démons, ils se nourrissent de sang pour se régénérer, possèdent une force phénoménale et peuvent se transformer brièvement en leur forme démoniaque pour certains.
- Homme-Démon : Hybride extrêmement rare né de la fusion entre un humain et un démon. Les Hommes-Démons furent dévorés par Chainsaw Man et leur nom fut oublié, mais ils continuèrent d'exister. Pour se transformer, chacun doit déclencher un mécanisme, par exemple, tirer sa cordelette pour Denji. Leur apparence est semblable les unes les autres avec une tête et des mains en forme d'objet (tronçonneuse, sabre, pistolet, etc.). Dotés d'une force herculéenne, ils doivent boire du sang pour se régénérer.

## Production
Malgré la violence et l'humour noir de la série, Tatsuki Fujimoto a toujours voulu sérialiser le manga dans le magazine Weekly Shōnen Jump. Fujimoto a également déclaré que, malgré son succès dans le magazine, il souhaitait écrire la deuxième partie de la série sur Shōnen Jump+, car il souhaitait faire une série complètement différente de la première partie. L'auteur déclare s'être inspiré d'Eric Cartman, personnage de South Park, pour le comportement de Power et des tenues du film Reservoir Dogs de Quentin Tarantino pour celles des Devil Hunters. Sur Twitter, il a déclaré qu'il est un fan de la trilogie de films Kizumonogatari de 2016, et que la bataille finale de la trilogie, montrée dans la partie 3 : Reiketsu, a inspiré la bataille finale de la première partie de Chainsaw Man. Il a également décrit la série comme un « méchant » FLCL,.
En ce qui concerne l'adaptation animée de la série, lorsque la série animée a été officiellement annoncée, Fujimoto a commenté: « Chainsaw Man est comme un imitateur de Dorohedoro et Jujutsu Kaisen, et le studio de Dorohedoro et Jujutsu Kaisen produira son anime, Je n'ai rien à dire. S'il vous plaît, faites-le ! ». Selon l'éditeur du manga, Shihei Lin, Fujimoto est fortement impliqué dans la production de la série animée, déclarant : « Fujimoto a vu tous les documents de pitch de Chainsaw Man, la structure de l'histoire, les scripts et même les storyboards. Il a continué à être en contact étroit avec le staff de l'anime. » Le producteur de MAPPA, Makoto Kimura, a également commenté que l'implication de Fujimoto s'étendait au casting, à la planification et à la musique, car le staff voulait que l'anime capture autant que possible la vision originale du manga, y compris la violence et le gore.

## Personnages

### Personnages principaux
Denji (デンジ, Denji) / Chainsaw Man (チェンソーマン, Chensō Man)
Voix japonaise : Kikunosuke Toya (ja),, Marina Inoue (enfant) , voix française : Donald Reignoux,, Estelle Darazi (enfant)
Protagoniste du manga, Denji est un adolescent aux cheveux blonds. N'ayant connu que la pauvreté depuis sa naissance à cause des dettes de son père, il rêve depuis toujours d'une vie simple ce que Pochita lui permettra d'accomplir en fusionnant avec lui. Les multiples rencontres qu'il fera et les choix qu'il prendra seront souvent une source de déception et de regret jusqu'à souhaiter devenir le chien de Makima pour éviter de devoir prendre des décisions. En voyant l'admiration que lui portent les Japonais, il décidera néanmoins de redevenir Chainsaw Man à la fin de la première partie du manga.
Le personnage est partiellement analphabète. En tirant le lanceur sur son torse, il se transforme en homme-tronçonneuse.
Pochita (ポチタ, Pochita)
Voix japonaise : Shiori Izawa, voix française : Marie Facundo,
Pochita est le démon tronçonneuse qui se réincarna en petit démon chien tronçonneuse et qui est un des démons les plus forts, mais il ne rêve que de recevoir un câlin. Il fusionna avec Denji et devint une partie intégrante de son corps pour l'aider à réaliser son rêve. Il a la particularité d'être le seul démon à pouvoir exterminer à tout jamais n'importe quel démon s'il le dévore.
Makima (マキマ, Makima)
Voix japonaise : Tomori Kusunoki,, voix française : Victoria Grosbois,
Makima est une jeune femme dirigeant la 4e section spéciale Anti-démons de la Sécurité Publique. Charismatique, les nombreuses personnes qui la côtoient lui vouent un profond respect ou tombent amoureuses dès leur première rencontre avec elle. Lorsqu'elle fait appel à ses démons, les autres Devil Hunters doivent se bander les yeux pour éviter de les voir.
Aki Hayakawa (アキ, Hayakawa Aki)
Voix japonaise : Shogo Sakata (ja),, voix française : Jérémie Bédrune,, Alicia Hava (enfant)
Subordonné de Makima, Aki est un jeune homme qui souhaite éliminer le Démon-Flingue. Quand il était enfant, son frère et ses parents furent tués lorsque le Flingue fit feu et tua des milliers de personnes. Il s'occupera, à contrecœur, de Denji et Power qu'il commencera à apprécier au fur et à mesure de leur péripéties. Au début du manga, ses contrats lui permettent d'invoquer le Démon-Renard et le Démon-Malédiction. Il s'alliera ensuite avec le Démon-Futur qui lui prédit une mort atroce. Il forme un duo avec Himeno.
Power (パワー, Pawā)
Voix japonaise : Fairouz Ai,, voix française : Zina Khakhoulia,
Hominidémone du sang, Power est une adolescente aux cheveux roses. Mégalomaniaque, mythomane et raciste, le personnage ne pense qu'à ses propres intérêts jusqu'à donner le protagoniste à manger au Démon-Chauve-Souris pour sauver son chat. À la suite de cet événement, Denji et elle se rapprocheront jusqu'à devenir partenaire même si le comportement égoïste de Power demeurera problématique au sein de la Section 4. Tuée par le Démon-Domination, elle sauvera Denji et lui fera promettre de retrouver le prochain démon du sang pour qu'il redevienne la Power qu'il connaissait. Son autre ami est son chat Nyaako, qu'elle voulait manger lorsqu'elle est apparue, ce qu'elle se refusera à faire en se liant d'amitié avec l'animal. Ses pouvoirs lui permettent de créer des armes à partir de son sang ou de se soigner plus rapidement.

### Devil Hunter
Kishibe (岸きし辺べ, Kishibe)
Voix japonaise : Kenjiro Tsuda (ja), voix française : Boris Rehlinger
Devil Hunter de la Section Spéciale 1, Kishibe est un homme en imper proche de la cinquantaine. Il possède des boucles d'oreilles et une cicatrice près de la bouche. Réputé comme étant l'un des meilleurs Devil Hunters, il entraînera Denji et Power. Il est précisé qu'il passa plusieurs contrats avec des démons, mais qu'il ne peut plus faire appel à eux, faute d'années à leur offrir. Cela ne l'empêche pas continuer son travail et de savoir parfaitement neutraliser un démon avec des armes traditionnelles. Il formait un duo avec Quanxi avant de se séparer.
Himeno (姫野, Himeno)
Voix japonaise : Mariya Ise, voix française : Marie Perret
Devil Hunter de la Section Spéciale 4, Himeno est une jeune femme avec un cache-œil. Secrètement amoureuse de Aki, elle n'aura de cesse d'essayer de le convaincre d'abandonner le métier de chasseur de démon pour vivre tranquillement. Ghost, le Démon-Fantôme, habite dans sa main droite et lui permet d'immobiliser quelqu'un ou de manger une partie d'une cible qu'elle vise. Elle se sacrifiera en se donnant complètement à son démon pour sauver les membres de la Section.
Kobeni Higashiyama (東山 コベニ, Higashiyama Kobeni)
Voix japonaise : Karin Takahashi (ja), voix française : Émilie Marié
Jeune femme recrutée par la Section Spéciale 4, Kobeni est extrêmement compétente mais perd facilement ses moyens sous la pression. Dû à la dangerosité du métier de Devil Hunter, elle démissionnera et deviendra serveuse dans un fast-food.
Arai Hirokazu (荒井 ヒロカズ, Arai Hirokazu)
Voix japonaise : Taku Yashiro (ja), voix française : Kévin Goffette
Jeune homme recruté par la Section Spéciale 4. Vouant une admiration pour Himeno, il sera tué dans une embuscade par les hommes de Samourai-Sword.
La Maîtresse (師匠, Shishō)
Devil Hunter russe, la Maîtresse est une femme aux cheveux noirs chargée de capturer Denji. Elle est secondée par Tolka, un jeune homme qui obéit au moindre de ses ordres. Les démons avec qui elle a pactisé sont le Démon-Malédiction, Enfer et Pantin. Grâce à ce dernier, elle utilise un alter ego (sous les traits d'un homme âgé) baptisé le Père Noël pour effectuer divers contrats. Quiconque est touché par le Démon-Pantin doit obéir à des ordres simples et voit son visage transformé en tête de marionnette. Elle acquerra ensuite un morceau de chair du Démon-Ténèbres qui lui permettra de se régénérer tant qu'elle reste dans l'obscurité. Elle sera finalement vaincue par Denji avec l'aide de Quanxi.

### Démons principaux
- Chainsaw Man / Démon-Tronçonneuse

Véritable identité de Pochita, le démon-tronçonneuse ressemble à un homme dôté d'une armure noire avec une tronçonneuse en guise de tête ainsi que sur les avant-bras. Doté d'une force, rapidité et résistance phénoménale, Chainsaw Man est craint par la majorité de ses semblables notamment à cause de son appétit. S’il mange un démon, ce dernier meurt et est définitivement effacé de la mémoire des hommes ce qui l'empêche de revenir à la vie. Pour l'invoquer, il suffit de requérir son aide mais sa contrepartie est de mourir de sa main. Il disparaîtra lors d'un combat en Enfer et arrivera sur Terre presque mort sous les traits de Pochita et se liera d'amitié avec Denji. Dans le dernier chapitre, il expliquera à son ami qu'il souhaitait juste que quelqu'un le serre un jour dans ses bras, mais que sa force empêchait quiconque de l'approcher.
- Démon-Flingue

Principal antagoniste, le Démon-Flingue (ou simplement le Flingue) est l'un des démons les plus puissants de l'univers de Chainsaw Man. Proche de la taille d'un géant, sa tête ressemble à un énorme pistolet avec un torse rempli de têtes humaines avec deux avant-bras ressemblant à des fusils mitrailleurs. Pour l'invoquer, le Président des États-Unis lui donne une année de chaque citoyen de son pays pour une apparition de quelques secondes. Pendant ce court laps de temps, le Flingue utilise ses armes et tue tout ce qui a le malheur de se trouver sur sa route. Les morts se comptent par milliers voir millions dans certains cas. Bien qu'il soit le démon à abattre, il est révélé au cours de l'intrigue que le Flingue a été tué mystérieusement. Des pays comme les États-Unis ou la Chine se sont partagés ses restes et les utilisent comme armes de dissuasion. En outre, si un démon absorbe un bout de ce démon, semblable à une balle, sa puissance s'en retrouve décuplée. Les Devil Hunters tentent de ce fait de réunir ses parties, qui s'attirent les unes aux autres.
- Démon-Domination

Véritable identité de Makima, Domination oblige tous ceux qu'il considère comme inférieurs à lui à exécuter ses ordres (y compris des animaux). De par son pouvoir, le démon possède un charisme naturel et la plupart des humains qu'ils croisent sous les traits de Makima l'admirent ou tombent amoureux. Immortel et doté de la connaissance suprême, son contrat avec le Premier ministre japonais stipule qu'un citoyen nippon meurt à sa place lorsque Domination est censé mourir. En outre, Il s'agit du seul démon pouvant passer des contrats avec d'autres de ses semblables. Se définissant comme un fan de Chainsaw Man, Domination compte le dompter pour créer un monde parfait et éliminer tous les concepts ou démons qui pourraient représenter une menace pour l'humanité. Son point faible réside dans son odorat qu'il utilise pour identifier les personnes qui l'intéresse.
- Démon-Ange

Voix japonaise : Maaya Uchida, voix française : Gabriel Bismuth-Bienaimé
Allié aux Devil Hunters japonais, l'ange est un homme avec deux ailes et une auréole. Flegmatique, son pouvoir peut tuer quasiment instantanément et quiconque entre en contact physique avec lui perd un nombre de mois à vivre et lui permet de fabriquer des armes à partir des « années » qu'il a prises. Amnésique, Ange découvrira que le Démon-Domination l'a obligé à tuer la tribu qui l'avait adopté.
- Démon-Araignée / Prinz

Alliée aux Devil Hunters japonais, il s'agit d'une jeune femme en robe avec de multiples pattes sous sa robe.
- Démon-Futur

Voix japonaise : Hiroki, voix française : Martial Le Minoux
Allié aux Devil Hunters japonais, le Démon-Futur vit dans une cellule où il répète en boucle « Le futur, c'est top ! ». Pour passer un contrat avec lui, il demande que l'humain mette sa tête dans son torse pour connaître son avenir et définir les termes qui les liera. Son pouvoir permet de connaître le futur proche.
- Démon-Malédiction

Squelette de plusieurs mètres avec deux crânes en guise de tête. Pour utiliser son pouvoir, Malédiction octroie un objet (une épée en forme de pieu ou des clous) par lequel le Devil Hunter doit toucher son adversaire plusieurs fois. Une fois cela fait, le démon apparaît et tue sa cible, en échange d'un grand nombre d'année de vie du Devil Hunter.
- Démon-Éternité

Voix japonaise : Masao Komaya (ja), Hironori Kondou (ja), voix française : Florian Wormser
Éternité ressemble à un visage avec deux ailes. En réalité, il s'agit d'un agrégat de corps qui grandit sans cesse. Son pouvoir lui permet de piéger ses victimes dans un hôtel qu'il utilise comme antre. Denji le vaincra en se régénérant sans cesse grâce au sang des membres qu'il découpe au fur et à mesure. Terrifié, le démon préféra qu'il le tue plutôt que de continuer à souffrir.
- Démon-Enfer

Démon de plusieurs mètres avec des parties humaines en guise de corps. Enfer est redouté par tous, démons comme humanité, et exige des sacrifices (volontaires ou non) pour utiliser son pouvoir. Une fois cela fait, une porte apparaît et un bras entraîne la victime en Enfer où le démon la tue. Il peut également invoquer une énorme épée pour se défendre.
- Démon-Renard

Voix japonaise : Yūko Kaida, voix française : Françoise Cadol
Allié aux Devil Hunters japonais, le Démon-Renard est un immense canidé avec plusieurs yeux. Pour l'invoquer, il suffit d'imiter une tête de renard avec une main et de refermer ses doigts pour imiter sa mâchoire. Le monstre dévore alors sa cible et grignote une partie du corps de celui qui a requis sa présence. Le Renard apprécie passer contrat avec des hommes, mais peut refuser de se montrer si le Devil Hunter a trop fait appel à lui ou bien si sa « nourriture » n'avait pas bon goût, voire l'avait blessée auparavant.

### Hominidémons
- Beam

Voix japonaise : Natsuki Hanae, voix française : Alexis Tomassian
Hominidémon requin, Beam possède un museau et un aileron sur la tête. Fasciné par Denji, il n'aura de cesse de le protéger de tous les dangers qui se dresseront contre lui. Ses pouvoirs lui permettent de nager dans toutes les surfaces et de se retransformer en sa forme originale (proche d'un squale avec des pattes). Il ne s'exprime qu'avec des phrases ou mots simples.
- Galgali

Voix japonaise : Yūya Uchida (ja), voix française : Nessym Guetat
Hominidémon de la violence. Il porte en permanence un masque de docteur de la peste, diffuseur de poison afin de limiter sa force et dissimuler ses quatre yeux. Violence se rappelle sa vie humaine et est plus proche des êtres humains que les autres hominidémons. Déjà fort sous sa forme humaine, il le devient encore plus lorsqu'il reprend sa forme originale.
- Cosmo

L'une des quatre jeunes femmes et concubines de Quanxi. Cette hominidémone répète sans cesse le mot Halloween et peut donner la connaissance infinie à n'importe qui. Sous le poids de cette révélation, la victime sombre dans la folie et ne se souvient que du mot Halloween. Elles et ses semblables mourront toutes de la main de Makima.
- Power : voir personnages principaux.

### Homme-Démon
- Samourai-Sword

Voix japonaise : Daiki Hamano (ja), voix française : Jim Redler
Petit-fils du chef des yakuzas qui employaient Denji. Souhaitant venger la mort de son grand-père, il est employé par Akane Sawatari pour récupérer le cœur du démon-tronçonneuse. Il dissimule une lame dans l'une de ses mains pour se transformer en homme-katana.
- Reze

Voix japonaise : Reina Ueda, voix française : Clara Soares
Adolescente qui travaille dans un café et dont Denji tombe amoureux. Entraînée par l'armée russe, Reze est en réalité une assassin envoyée pour le capturer avec l'aide du Démon-Typhon. En tirant la goupille autour de son cou, elle devient une femme-bombe capable de transformer n'importe quelle partie de son corps en explosif.
- Denji : voir personnages principaux.

- Quanxi

Devil Hunter chinoise qui formait un duo avec Kishibe lorsqu'ils étaient jeunes. Depuis, elle exécute les tâches que son gouvernement lui confie. Douée pour n'importe quel type de combat, elle peut se transformer en femme-arbalète. Lesbienne, elle ne se sépare jamais des quatre hominidémones qui l'accompagnent partout où elle va.

## Manga

Logo de la version française du manga.

Chainsaw Man est scénarisé et illustré par Tatsuki Fujimoto, connu pour son autre manga Fire Punch. La série commence sa prépublication dans le magazine Weekly Shōnen Jump de l'éditeur Shūeisha le 3 décembre 2018. Le 2e numéro de 2021 du magazine, paru le 14 décembre 2020, marque la fin de la 1re partie intitulée « Kōan-hen » (公安編, litt. « Arc de la Sécurité publique »). Les chapitres de la première partie sont rassemblés et édités dans le format tankōbon par Shūeisha avec le premier tome publié en mars 2019 ; et se termine en mars 2021 avec un total de onze tomes.
La prépublication de la seconde partie, intitulée « Gakkō-hen » (学校編, litt. « Arc de l'École »), est réalisée sur la plateforme Shōnen Jump+ du même éditeur, Shūeisha, et suit Denji allant à l'école. Elle commence sa prépublication le 13 juillet 2022, Les chapitres de la deuxième partie sont rassemblés et édités dans le format tankōbon par Shūeisha depuis octobre 2022. Depuis le 4 juillet 2025, la série compte dix tomes tankōbon.
La version française est publiée par Kazé depuis mars 2020. La publication des tomes formant la première partie s'est terminée en novembre 2021. À la suite du rachat de Kazé, la série passe sous le label Crunchyroll.
En Amérique du Nord, VIZ Media publie les trois premiers chapitres dans son magazine en ligne Weekly Shonen Jump. De nouveaux chapitres sont mis en ligne sur la plateforme numérique après l'interruption du magazine. La série est également publiée en simultané sur la plateforme Manga Plus depuis janvier 2019. En février 2020, Viz Media annonce la publication de la série.

## Anime

### Série d'animation télévisée

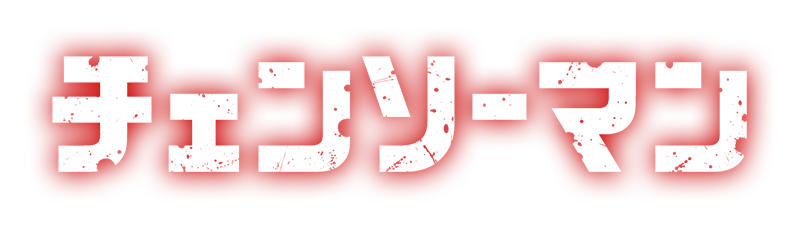
Logo original de l’adaptation anime.

Shūeisha a révélé la production d'une série télévisée d'animation par le studio MAPPA avec la publication du 2e numéro de 2021 du magazine Weekly Shōnen Jump, sorti le 14 décembre 2020,. La première bande-annonce est présentée le 27 juin 2021 lors de l'évènement "MAPPA Stage 2021 – 10th Anniversary" organisé par le studio d'animation MAPPA,. La série est réalisée par Ryū Nakayama et scénarisée par Hiroshi Seko. Kazutaka Sugiyama s'occupe du design des personnages et Kiyotaka Oshiyama, celui des démons. La bande son est composée par Kensuke Ushio,,. La série est diffusée du 12 octobre au 28 décembre 2022 au Japon sur TV Tokyo et d'autres chaines,.
Crunchyroll diffuse en simulcast la série dans le monde entier excepté en Asie,. Depuis le 1er novembre 2022,, la plateforme diffuse également une version doublée en français de la série réalisée par le studio de doublage VF Productions, sous la direction artistique de Yann Le Madic, par des dialogues adaptés de Sarah Provost.

### Film d'animation
Le 17 décembre 2023, lors de la 24e édition de la Jump Festa, un film nommé Chainsaw Man – The Movie: Reze Arc a été annoncé, toujours produit par le studio MAPPA. Le film est prévu pour le 19 septembre 2025. En France, le nom du film est Chainsaw Man – Le Film : L’Arc de Reze et est prévu pour le 22 octobre 2025.

## Novélisation
La novélisation de la série est écrite par Sakaku Hishikawa et illustrée par Tatsuki Fujimoto. Le roman s'intitule Chainsaw Man: Buddy Stories (チェンソーマン　バディ・ストーリーズ, Chensō Man Badi Sutōrīzu), et est publié le 4 novembre 2021,. L'histoire est centrée sur les « binômes » : le light novel, divisé en trois parties, raconte tour à tour l'histoire d'un binôme : Power et Denji, Kishibe et Quanxi à l'époque de la Sécurité publique, et Himeno et Aki à l'époque de leur première rencontre. Le roman est publié en France par Crunchyroll le 2 novembre 2022.

## Accueil

### Réception critique
Pour Pauline Croquet du Monde, « le mangaka expérimente de nombreuses pistes narratives et visuelles flirtant avec le gore et les références cinématographiques au slasher ».

### Réception commerciale
Le tirage total de la série s'élève à 5 millions de copies en décembre 2020. Au 2 janvier 2021, le tirage a dépassé les 6,4 millions d'exemplaires. Début mars 2021, le tirage dépasse les 9,3 millions d'exemplaires. Et plus de 16 millions d'exemplaires en circulation en septembre 2022. Plus de 18 millions millions d'exemplaires en circulation en octobre 2022,, et plus de 20 millions d'exemplaires en circulation en novembre 2022. Le manga se classe à la deuxième position du classement Oricon lors de la première moitié de l'année 2023, avec plus de 4,4 millions d'exemplaires vendus.

### Prix et récompenses
La série est classée 4e de la liste Kono Manga ga Sugoi! de 2020 des meilleurs mangas pour le public masculin. Pour l'édition de 2021, elle est en tête du classement pour les meilleurs mangas pour le public masculin. En 2019, Chainsaw Man est l'un des gagnants du 5e prix Tsugi ni Kuru Manga dans la catégorie « Papier ». La même année, le manga est nommé pour le Tsutaya Comic Award 2019. La série est nommée pour le 13e Grand prix du Manga Taishō en 2020. Pour la 66e édition du Prix Shōgakukan se déroulant en 2020, la série est lauréat dans la catégorie du « meilleur shōnen » aux côtés de Quand Takagi me taquine de Sōichirō Yamamoto. Le manga remporte le Prix meilleur manga shōnen au festival 27e Manga Barcelona en 2021. Chainsaw Man est lauréat du Prix Harvey deux fois consécutives en 2021 et 2022, dans la catégorie manga,. La série est aussi nommée au Prix Eisner 2022, dans la catégorie Meilleure édition américaine de matériel international - catégorie Asie. Le manga est aussi lauréat du prix Japan Expo Awards 2022 dans les catégories, Meilleur dessin, Meilleur manga d’action et Meilleur scénario. Le tome 13 de la série est nommé en sélection officielle du Festival d'Angoulême 2024.